# Trebor (compositore)
Trebor, forse la stessa persona chiamata Triboll, Trebol e Borlet in altre fonti coeve, (fl. XIV secolo), è stato un compositore francese, attivo in Navarra e in altre corti europee fra il 1380 ed il 1400.

## Biografia
Le sue composizioni sono assimilite allo stile dell'ars subtilior e sei delle sue composizioni ci sono pervenute in uno dei più importanti manoscritti dell'ars subtilior, il Codice di Chantilly. Alcuni dei suoi pezzi narrano eventi storici come la conquista Aragonese della Sardegna del 1388-89 ed il regno di Gastone III Febo, il conte di Foix. La sua musica era ben nota ai compositori Avignonesi dell'epoca, come Grimace e François Andrieu, che inserirono alcune sue melodie nelle loro composizioni. 
Composizioni attribuite a Trebor, la maggior parte delle quali inserite nel Codice Chantilly:
- En seumeillant m'avint une vision
- Se July Cesar, Rolant et roy Artus
- Se Alixandre et Hector fussent en vie
- Quant joyne cuer en may est amoureux
- He, tres doulz roussignol joly
- Passerose de beaute
- Helas! pitie envers moy dort si fort